# Хвостов, Александр Герасимович
Александр Герасимович Хвостов (15 февраля 1922, село Ивановка, Кузнецкий уезд, Томская губерния — 8 ноября 1988, Темиртау, Карагандинская область, Казахская ССР) — старший сварщик Карагандинского металлургического комбината Министерства чёрной металлургии СССР, Карагандинская область, Казахская ССР. Герой Социалистического Труда (1971).

## Биография
Родился в 1922 году в крестьянской семье в селе Ивановка Кузнецкого уезда Томской губернии (ныне — Прокопьевский район).
С 1940 года трудился учеником сварщика на Кузнецком металлургическом заводе в Сталинске. С июля 1941 года обучался в лётной школе, но в через месяц был отозван на завод как специалист-металлург для производства специальных марок стали для нужд фронта.
С 1942 года — старший сварщик нагревательных колодцев обжимного цеха Кузнецкого металлургического завода. С 1963 года член КПСС. В последующие годы был приглашён на работу на Казахстанскую Магнитку для подготовки и пуска слябинга «1150» и обучения молодых сварщиков. С 1965 года — старший сварщик Карагандинского металлургического комбината.
Бригада под его руководством ежегодно показывала высокие трудовые результаты. Досрочно выполнила коллективное социалистическое обязательство и плановые задания Восьмой пятилетки (1966—1970). Указом Президиума Верховного Совета СССР от 30 марта 1970 года удостоен звания Героя Социалистического Труда за «выдающиеся успехи, достигнутые в выполнении заданий пятилетнего плана по развитию чёрной металлургии» с вручением ордена Ленина и золотой медали «Серп и Молот» (№ 17920).
Избирался депутатом Темиртауского городского Совета депутатов трудящихся.
В 1972 году вышел на пенсию. Проживал в Темиртау.
Умер в ноябре 1988 года.
Награды
- Герой Социалистического Труда
- Орден Ленина
- Почётный металлург СССР (1961)